# ジョージ・オルコック
ジョージ・エリック・ディーコン・オルコック（George Eric Deacon Alcock, 1912年8月28日 - 2000年12月15日）は、イギリスのアマチュア天文家である。天文写真を使わないで新星や彗星を探索する方法で最も成功した天文家の1人である。
ケンブリッジシャー州ピーターバラに生まれた。18歳で英国天文協会（BAA）に参加した。教師を務めながら、彗星や新星の探索を行った。1959年に最初の彗星C/1959 Q1（Alcock）を発見した。彗星がイギリスで発見されたのは1894年以来であった。その数日後に2個目の彗星、C/1959 Q2（Alcock）を発見した。その他に1963年と1965年に彗星を発見した。1967年に新星いるか座HRを発見し、1968年と1970年にも新星を発見した。1983年に、地球に0.0313天文単位まで接近したIRAS・荒貴・オルコック彗星（C/1983 H1）を発見し、1991年、78歳でヘルクレス座に新星V838 Herculisを発見した。
1963年に英国天文学会からジャクソン＝グウィルト・メダルを受賞し、1981年に太平洋天文学会からアマチュア功労賞を受賞した。大英帝国勲章(MBE)を受勲し、小惑星(3174) オルコックに命名された。